# Caméra Cinématographe
Pour le septième art, voir Cinéma.

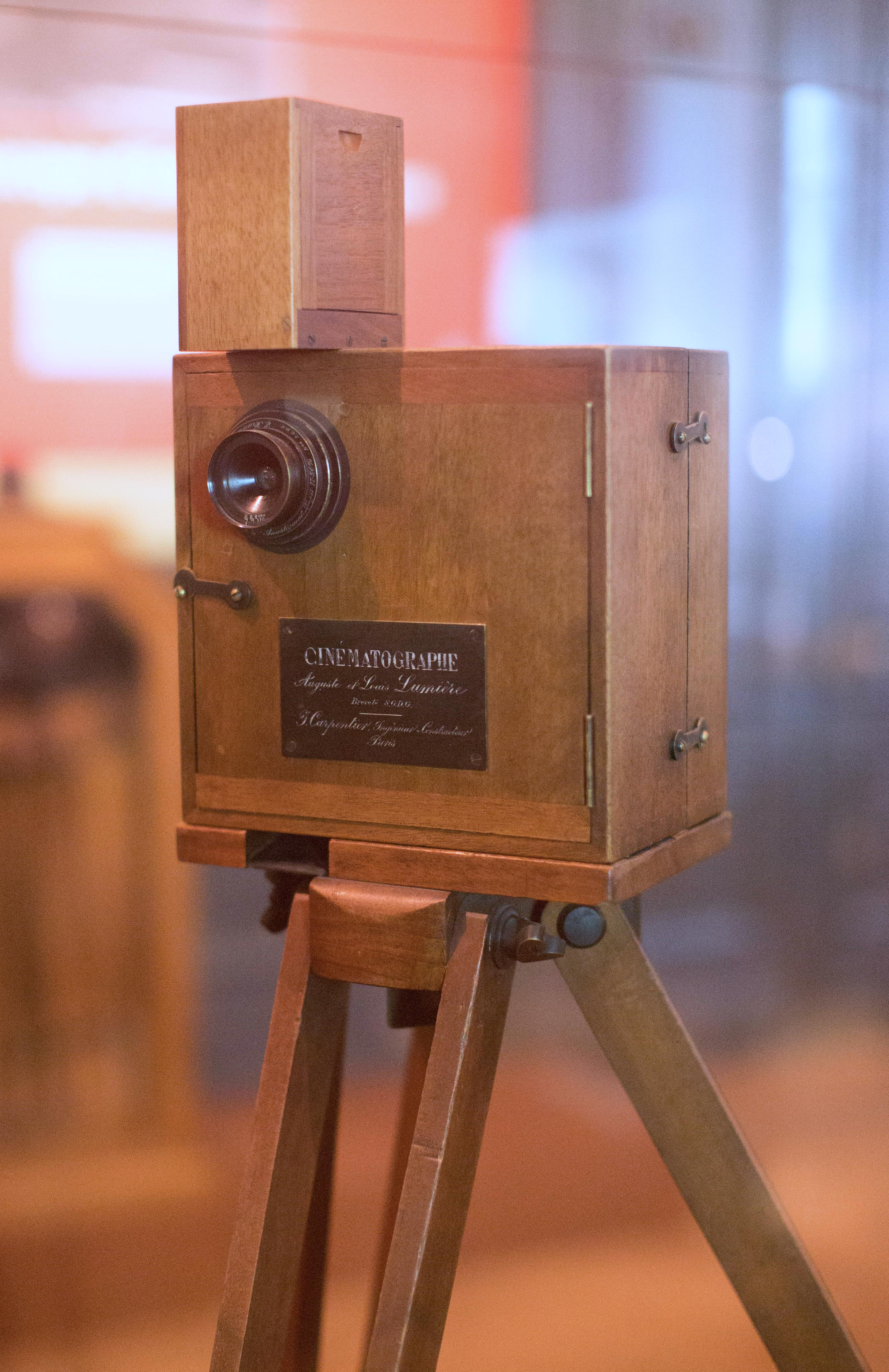
Cinématographe de Louis Lumière et Jules Carpentier (1895).

Le Cinématographe (du grec ancien κίνημα / kínēma, « mouvement » et γράφειν / gráphein, « écrire ») est la marque déposée d'un appareil inventé en 1895 par Louis Lumière, avec l'aide de l'ingénieur Jules Carpentier, à la fois caméra de prise de vues et projecteur de cinéma, après qu'Antoine Lumière (le père d'Auguste et Louis) a découvert, à l'occasion d'un voyage à Paris, le kinétoscope de Thomas Edison, dont il conseille à ses fils d'imaginer un appareil concurrent intégrant également la projection sur grand écran qu'il a pu admirer au musée Grévin, lors du même voyage, en assistant à une projection des pantomimes lumineuses du Théâtre optique d'Émile Reynaud.

## Historique
C'est le 13 février 1895, à Paris, qu'Auguste et Louis Lumière déposent leur brevet pour le cinématographe. Ils ont racheté l'appellation à Léon Bouly en 1892, qui l'avait déposée pour protéger ses appareils dont deux sont conservés au musée des Arts et Métiers, mais leur bon fonctionnement n'a jamais été prouvé, aucun article des presses professionnelle et scientifique de l'époque n'atteste l'existence d'une quelconque projection effectuée par Bouly, qui n'aurait pourtant pas manqué d'attirer l'attention.
La machine cinématographe (dont Louis Lumière est l'inventeur, aidé en cela par l'ingénieur parisien Jules Carpentier, mais que leur contrat patrimonial attribue aux deux frères Lumière) utilise le ruban souple et résistant inventé en 1888 par John Carbutt et commercialisé aux États-Unis et en Angleterre par l'industriel américain George Eastman (le futur Kodak). À l'automne 1894, Antoine Lumière, le père des deux frères lyonnais, avait assisté à une démonstration à Paris du kinétoscope de Thomas Edison et les envoyés de l'inventeur américain lui avaient offert gracieusement un fragment de la pellicule Eastman, débitée au format 35 mm par Edison, et munie d'une double rangée de quatre perforations rectangulaires par photogramme. Cette démonstration est à l'origine de l'intérêt que porta Louis Lumière à l'invention d'une machine plus perfectionnée que celle d'Edison. Comme les frères lyonnais savaient qu'Edison avait déposé des brevets internationaux pour les perforations rectangulaires qui allaient devenir plus tard le symbole du cinéma, ils dotèrent leur pellicule de perforations rondes, à raison d'une seule perforation de part et d'autre de chaque photogramme. Cette configuration délicate, qui rendait la pellicule plus fragile lors des projections, n'aura pas de postérité et elle fut vite abandonnée, au profit des perforations Edison.

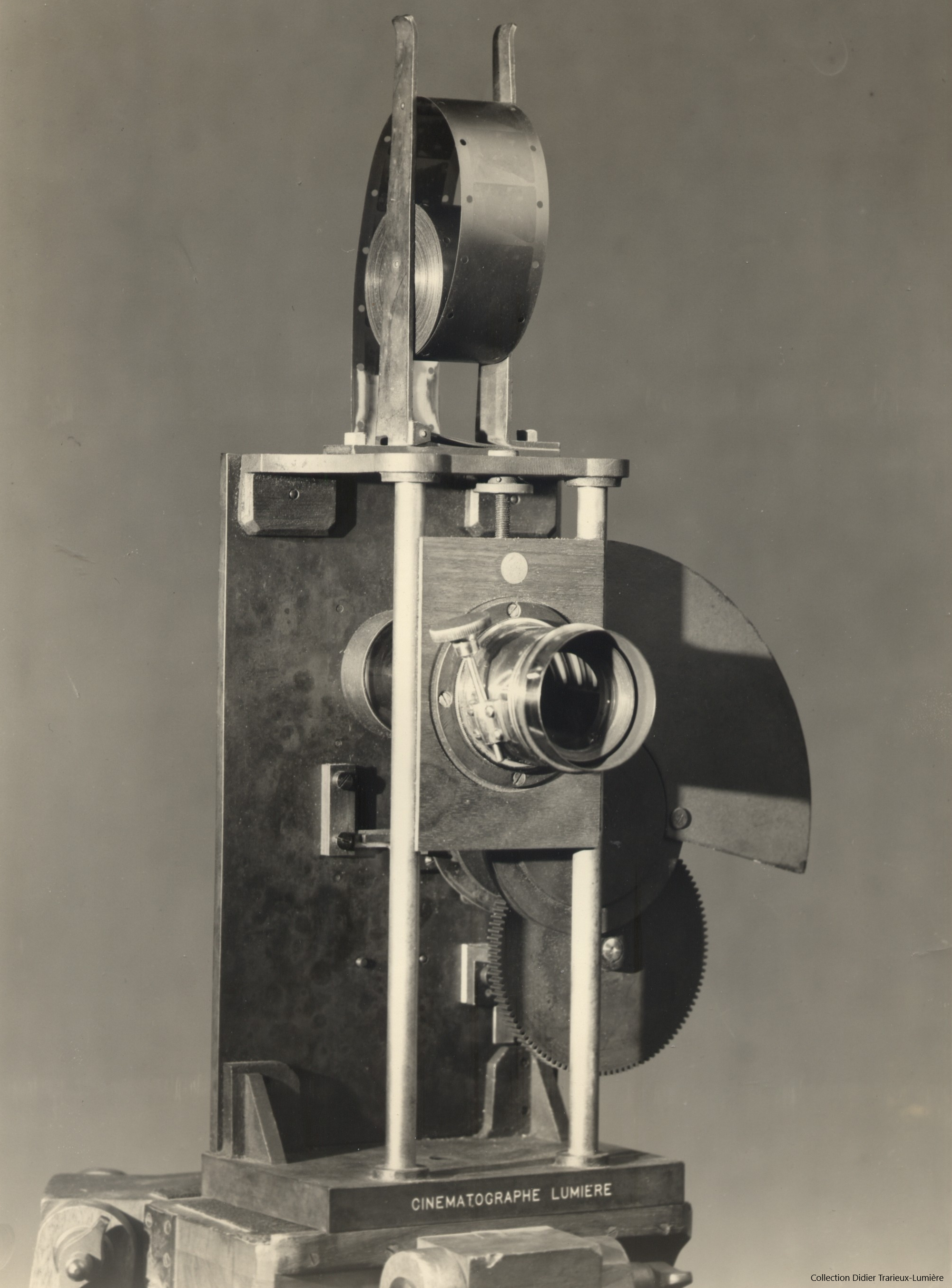
Le premier prototype de cinématographe, conçu par Jules Carpentier pour le dépôt du brevet des Frères Lumière.
Mécanisme à came de Reuleaux du cinématographe Lumière (perforations rondes).
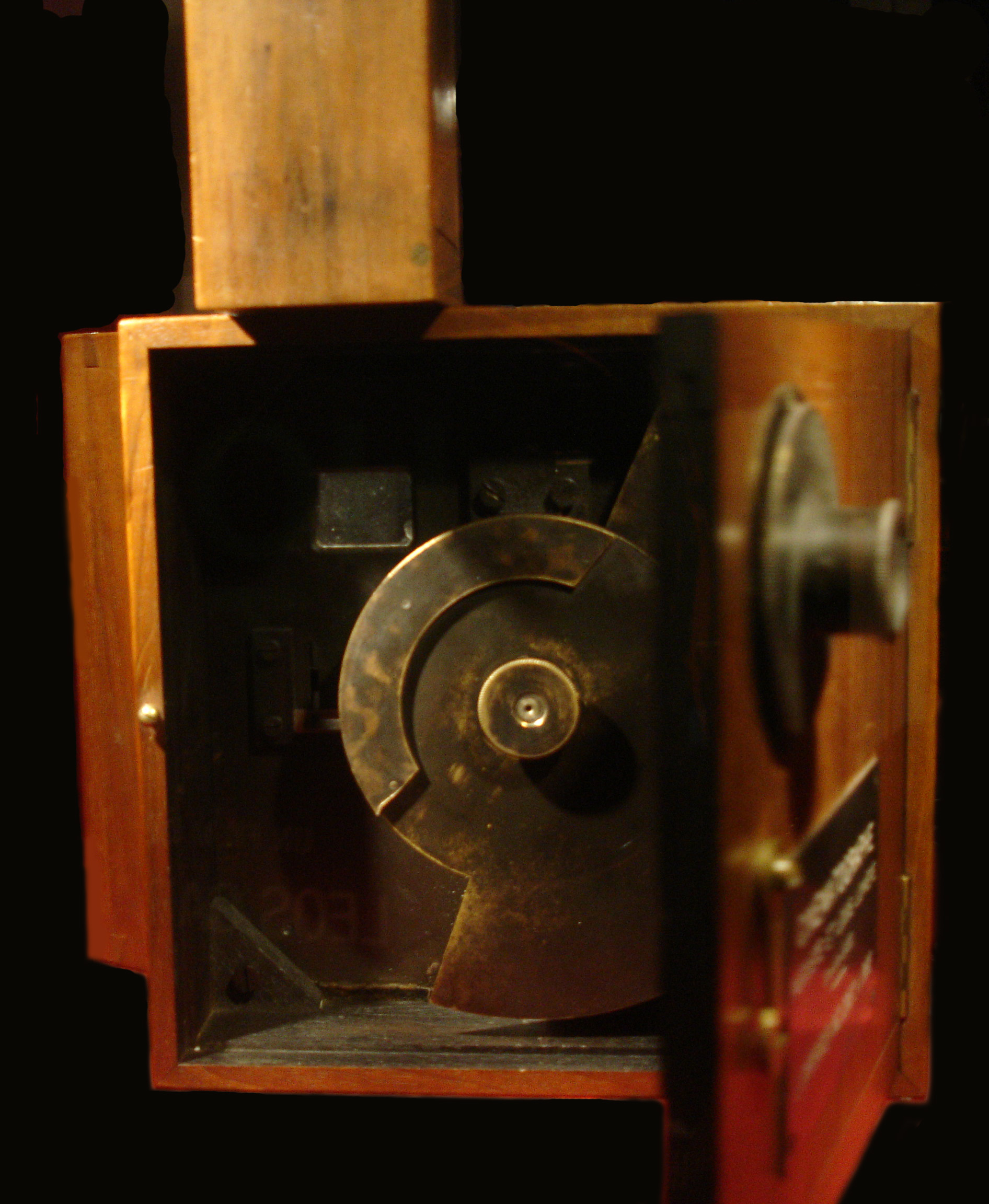
Cinématographe vu de face (couvercle objectif ouvert). On voit l'obturateur mobile à disque et la fenêtre de cadrage du film.
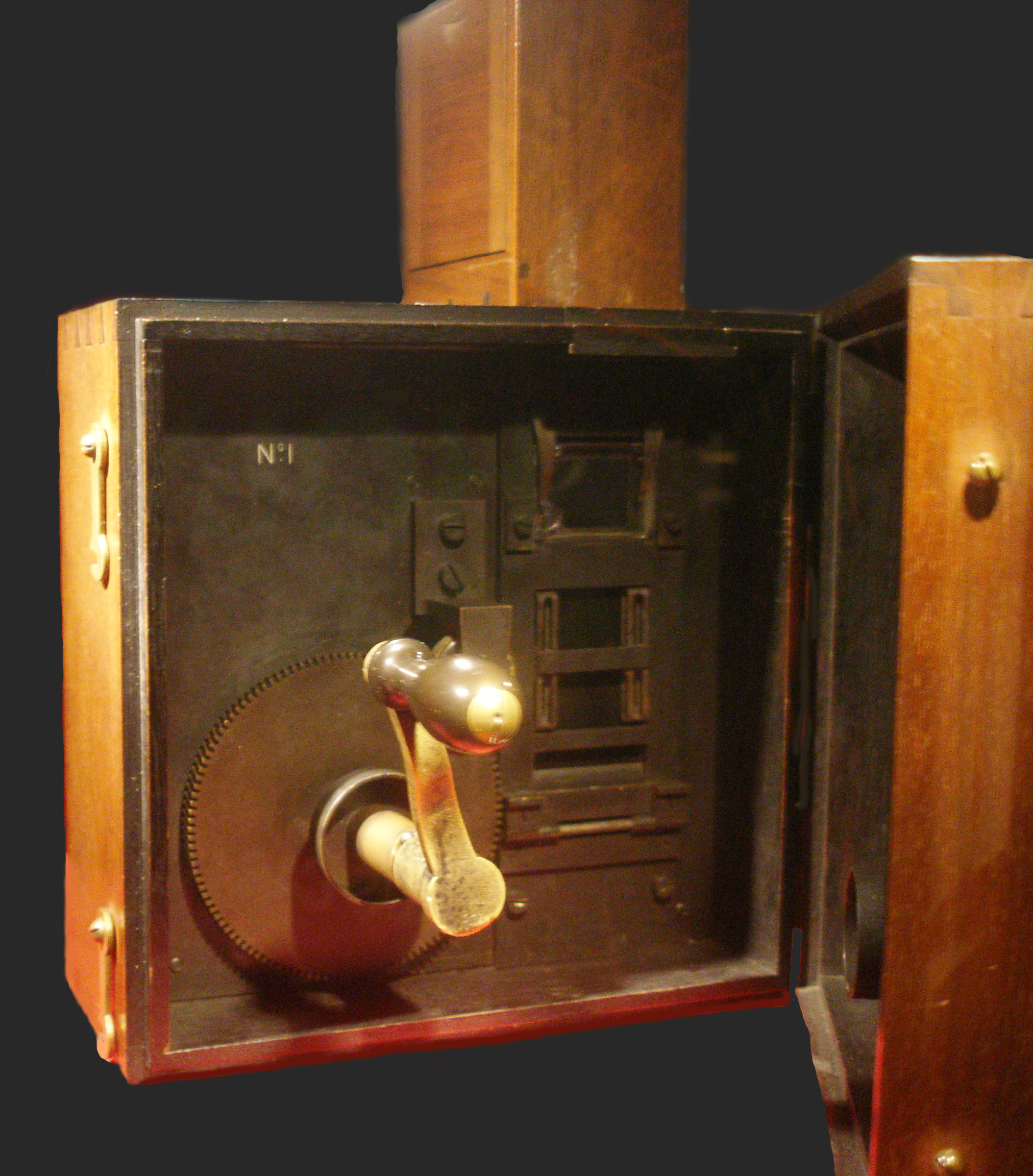
Cinématographe vu de l'arrière (couvercle ouvert). On voit le couloir du film et la fenêtre de cadrage du film. La manivelle est mise ici en décoration. Normalement, elle traverse la couvercle arrière (visible à droite).

Autre différence notable : alors que le kinétographe d'Edison entraîne la pellicule dans un mouvement intermittent provoqué par une  roue à rochet électrique actionnant un tambour denté, le cinématographe comporte pour sa part un système d’entraînement intermittent à  griffes actionné par une came excentrique puis une came de Reuleaux. Ces procédés, très répandus dans l'industrie (entraînement des matériaux sous les presses ou sous différents outils) permettent d'immobiliser un bref instant chaque futur photogramme derrière l'objectif de la caméra, ou devant la fenêtre de projection ou de visionnement.
Louis Lumière, grand photographe de talent, et Jules Carpentier, ont eu l'idée de rendre réglable la durée d'obturation et celle de l'exposition à la lumière par un obturateur à disque mobile dont les secteurs peuvent être agrandis ou diminués avant de tourner, ce qui permet de filmer quand le soleil est puissant, les objectifs ne comportant pas encore de diaphragme pour jauger la quantité de lumière admise sur la pellicule. Le kinétographe d'Edison ne possède pas cette particularité très intéressante, qui offre pourtant des possibilités de tournage en toute saison.

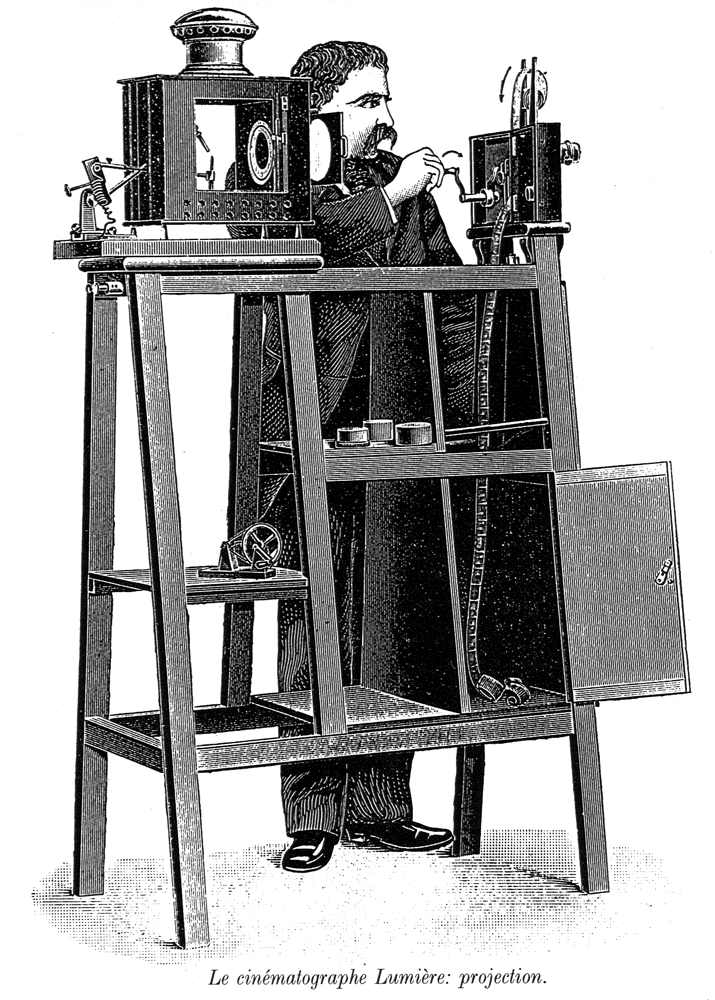
Cinématographe en configuration de projection. On remarque la boîte inférieure qui reçoit en vrac le bobineau de pellicule après projection, et la petite enrouleuse à gauche pour le rembobiner.

Mécanisme dit « à croix de Malte à flancs circulaires » (croix entraînant un tambour denté) qui a équipé tous les projecteurs professionnels du cinéma argentique.

Les caméras argentiques suivantes entraînent la pellicule image par image par un système à griffes, identique au système Lumière. Le dispositif est amélioré, grâce à l'utilisation de contre-griffes qui maintiennent immobile la pellicule pendant l'ouverture de l'obturateur et l'impression de l'image devant la fenêtre de cadrage du film. Un système supplémentaire concourt à l'immobilisation parfaite et à la planéité de la pellicule : un presseur intermittent s'applique sur la pellicule immobilisée dans le couloir avant de relâcher la pression lors du déplacement d'une image à l'autre. Dans certaines caméras, notamment les derniers modèles, a été adopté en plus un couloir courbe qui favorise la planéité du film (pourtant déjà présent à la fin des années 1920 dans la caméra Akeley 35 mm et dans les caméras Kodak 16 mm).
En revanche, le système à griffes utilisé par le cinématographe, qui est aussi bien une caméra qu'un appareil de projection (avec l'adjonction d'une boîte à lumière) et une tireuse de copies (on dit que c'est un système "réversible"), est conservé pour les appareils de prises de vues, mais abandonné rapidement pour les appareils de projection. Dans les décennies qui vont suivre, la caméra ne fera plus jamais office d'appareil de projection, et celui-ci verra son entraînement par griffes remplacé par un mécanisme à croix de Malte à flancs circulaires, un dispositif plus robuste que les griffes et plus respectueux des délicates perforations, permettant ainsi un plus grand nombre de projections de la même copie d'un film avant sa mise au rebut (inévitable au bout de plusieurs milliers de passages).